# Severno morje
Severno morje [séverno mórje] je robno morje Atlantskega oceana med obalama Norveške in Danske na vzhodu, Velike Britanije na zahodu in obalami Nemčije, Nizozemske, Belgije in Francije na jugu. Njegov stranski odcep je preliv Skagerrak med Dansko, Norveško in Švedsko, ki se prek prelivov Kattegat, Øresund, Mali Belt in Veliki Belt povezuje z Baltskim morjem. Na jugu se Severno morje z ostalim delom Atlantika povezuje prek Dovrskih vrat in Rokavskega preliva, na severu pa prek Norveškega morja.
Glavne reke, ki se izlivajo v Severno morje, so Elba (pri Cuxhavnu), Vezera (pri Bremerhavnu), Ems pri Emdenu, Ren in Maas pri Rotterdamu, Šelda pri Flushingu, Temza in Humber (pri Hullu). Ena najbolj prometnih svetovnih umetnih vodnih poti, Kielski prekop, povezuje Severno morje z Baltskim.
Pod morskim dnom so velike količine nafte in zemeljskega plina.
Njegovo sedanje ime verjetno izhaja iz frizijskega pogleda nanj, saj ta nizozemska provinca leži prav na jugu morja. Danci morje imenujejo tudi Vesterhavet (poleg Nordsøen). Beseda pomeni Zahodni ocean, kar je logično, saj leži zahodno od Danske. 

## Zgodovina
V antičnih časih so morje imenovali Oceanum oziroma Mare  Germanicum, kar pomeni Ocean oziroma Morje Germanov. To ime se je v angleščini in drugih jezikih skupaj z imenom Severno morje uporabljalo do zgodnjega 18. stoletja, do konca naslednjega pa je bil ta izraz tudi v Nemčiji redko uporabljan celo med učenjaki.
V času Starih Rimljanov in pred njimi, je Severno morje pomenilo pot med Evropo in Veliko Britanijo. Rimljani so morje prečkali. Med drugim je morje prečkal tudi Julij Cezar, ko je napadel Britanijo. Začela se je trgovina med Rimskimi pristanišči v Franciji in med Britanijo. Pozneje so morja prečkala germanska plemena, v času preseljevanja ljudstev. To so bili Juti, Angli in Sasi (leto 449). Leta 793 se je začela tako imenovana doba vikingov. Z Viljemom Osvajalecem je Severno morje izgubilo vlogo invazijske poti. Pomembnejše vloge so dobila druga morja. V času Hanse je morje ponovno pridobilo na pomenu. V nizozemski zlati dobi je morje služilo kot začetna točka pred velikimi potovanji.
Morje je odigralo pomembno vlogo v prvi in drugi svetovni vojni, kot meja med Veliko Britanijo in Nemčijo. 
Morje je leta 1953 poplavilo in zahtevalo prek 2000 nizozemskih in britanskih žrtev.

## Geografija
Severno morje je omejeno z Orkneyjskimi otoki in vzhodno obalo Velike Britanije na zahodu, na vzhodu in jugu pa z obalo evropske celine, predvsem Severne in Srednje Evrope. Na jugozahodu se Severno morje preliva v Atlantski ocean, na vzhodu pa se poveže z Baltskim morjem. Na severu se poveže z Norveškim morjem, Shetlandskimi otoki in Arktičnim oceanom.
V smislu velikosti gre za območje s površino 750.000 km2 in prostornino okoli 54.000 km2. Največje reki, ki se izlivata v Severno morje sta Elba in Ren.

### Značilnosti
Morje je globoko največ 90 m. Edina izjema je Norveški jarek, ki je vzporeden norveški obali zahodno od Osla do krajev severno od mesta Bergen.
Zaradi moren, ki raznašajo drobljene ostanke ledenikov na morsko dno, je morsko dno velikokrat specifično in nepredvidljivo za nepoznavalce, saj je nekje morsko dno tako globoko le 15 m. Morje sicer ponuja odlična ribiška lovišča, a so nevarna za plovbo in tako se ribiči veliko zanašajo s navigacijo s sateliti.

### Hidrologija
Povprečna temperatura morja je 17 °C poleti in 6 °C pozimi. Povprečne temperature se dvigajo. Temperature zraka v januarju so med 0–4 °C in v juliju 13–18 °C. Zimski meseci pogosto prinašajo nevihte in točo.